# Bydgoszcz (gmina wiejska)
Bydgoszcz (od 1973 Białe Błota) – dawna gmina wiejska istniejąca w latach 1934–1954 w województwie poznańskim/pomorskim/bydgoskim (dzisiejsze województwo kujawsko-pomorskie). Siedzibą władz gminy była Bydgoszcz, która jednak nie wchodziła w jej skład (gmina miejska).
Gmina zbiorowa Bydgoszcz została utworzona 1 sierpnia 1934 roku w powiecie bydgoskim w województwie poznańskim z dotychczasowych jednostkowych gmin wiejskich: Białe Błota, Brzoza, Ciele, Drzewce, Kruszyn Kraiński, Lipniki, Lisiogon, Łochowice, Łochowo, Murowaniec, Piecki, Prądki, Prądy, Przyłęki i Zielonka (oraz z obszarów dworskich położonych na tych terenach lecz nie wchodzących w skład gmin). 1 kwietnia 1938 gmina Bydgoszcz wraz z całym powiatem bydgoskim została przyłączona do woj. pomorskiego.
Po wojnie gmina zachowała przynależność administracyjną. 6 lipca 1950 roku zmieniono nazwę woj. pomorskiego na bydgoskie. Według stanu z dnia 1 lipca 1952 roku gmina składała się z 14 gromad: Białebłota, Brzoza, Ciele, Kruszyn Kraiński, Lisiogon, Łochowice, Łochowo, Murowaniec, Opławiec, Osowagóra, Prądki, Prądy, Przyłęki i Zielonka.
Gmina została zniesiona 29 września 1954 roku wraz z reformą wprowadzającą gromady w miejsce gmin. Jednostki nie przywrócono 1 stycznia 1973 roku po reaktywowaniu gmin, utworzono natomiast jej terytorialny odpowiednik, gminę Białe Błota.